# Туманность Орёл
Туманность Орёл (также известная как Объект Мессье 16, M 16 или NGC 6611) — молодое рассеянное звёздное скопление в созвездии Змеи.

## Регионы туманности
Высококачественные снимки, сделанные в 1995 году телескопом Хаббл, значительно улучшили научное понимание процессов, идущих внутри туманности и позволили различить множество её интересных деталей.

### Столпы творения

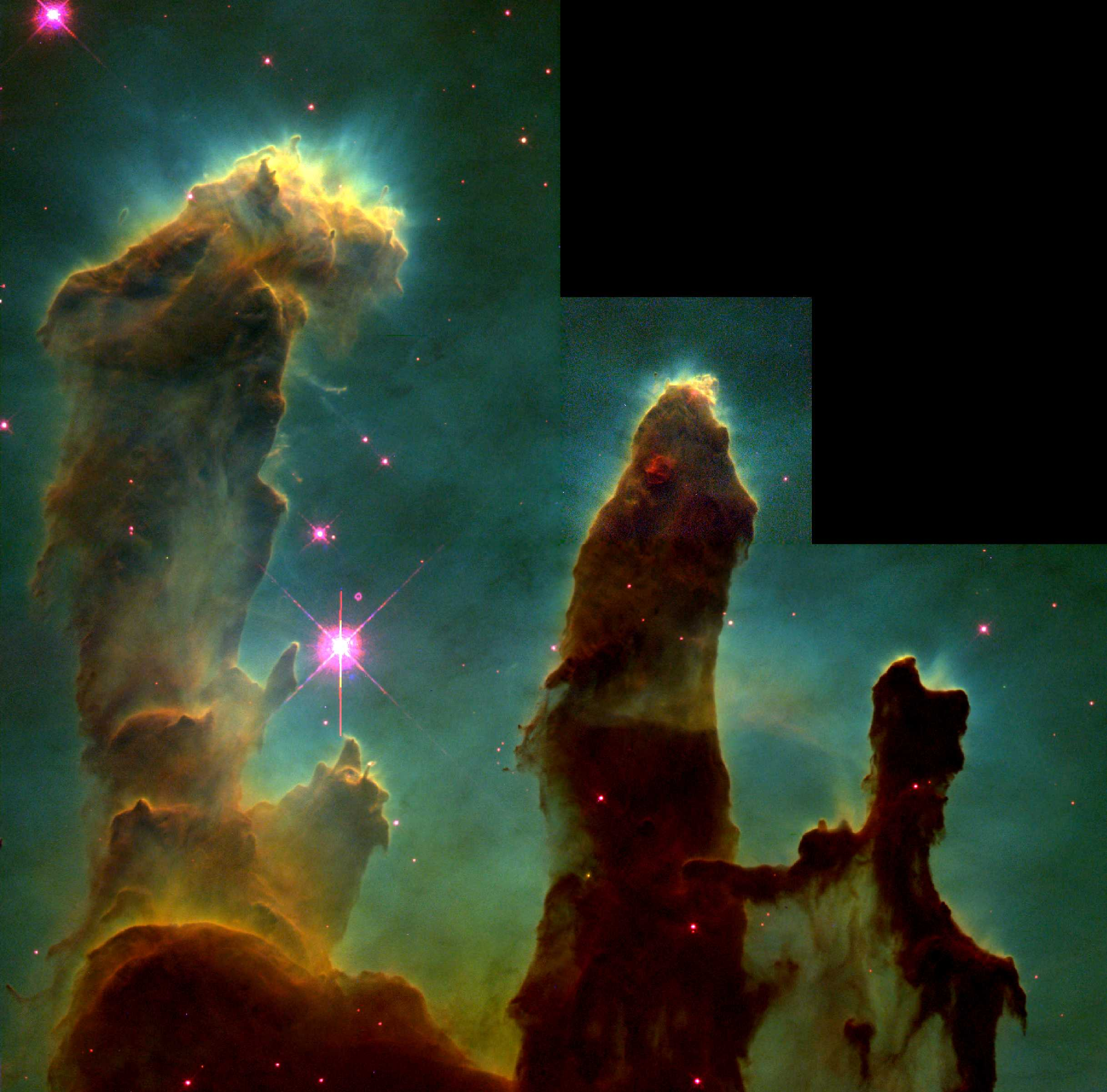
Регион «Столпы творения»

Например, знаменитая фотография, известная как «Столпы творения». Здесь находится активная область звёздообразования. Тёмные области в туманности — это протозвёзды. «Столпы Творения» напоминают другую похожую область звёздообразования, расположенную в созвездии Кассиопея, обозначение которой W 5, а называется эта область «Горы Творения».
В Дублинском институте передовых исследований провели численное моделирование процесса создания пылевых колонн, подобных «Столпам Творения».
По данным инфракрасного телескопа Spitzer, «Столпы Творения» были уничтожены взрывом сверхновой примерно 6 тысяч лет назад. Но так как туманность расположена на расстоянии 7 тысяч световых лет от Земли, наблюдать Столпы можно будет ещё около тысячи лет. Последствия взрыва сверхновой видны на снимках, сделанных в инфракрасном диапазоне, как разогретый газовый пузырь за туманностью.
«Столпы Творения» также известны под названием «слоновьи хоботы».

### Фея

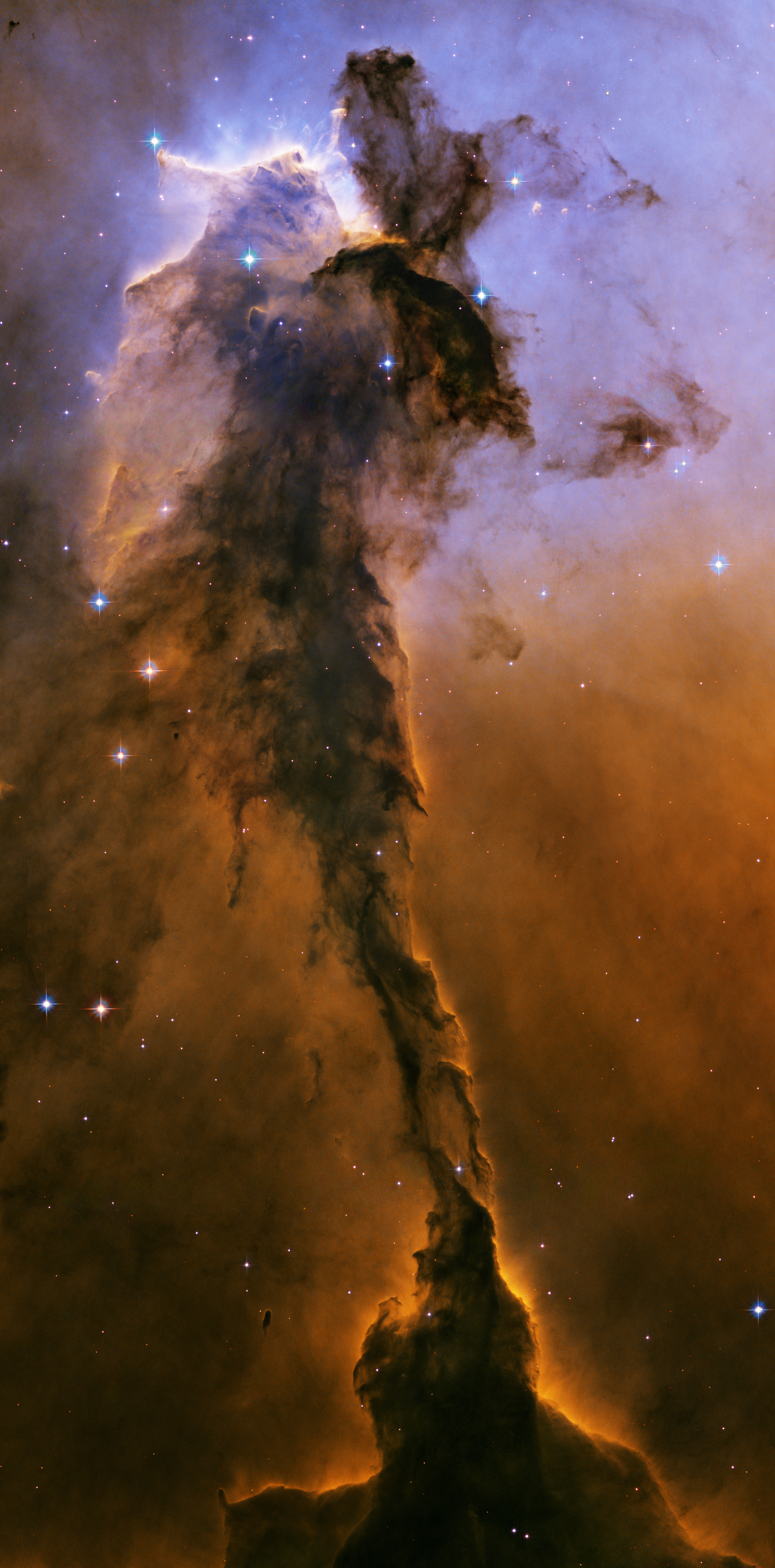
Регион «Фея»

Одна из нескольких «пылевых колонн» туманности Орёл, в которой может угадываться изображение мифического существа. Имеет размер около десяти световых лет.

### Орлиные «яйца»

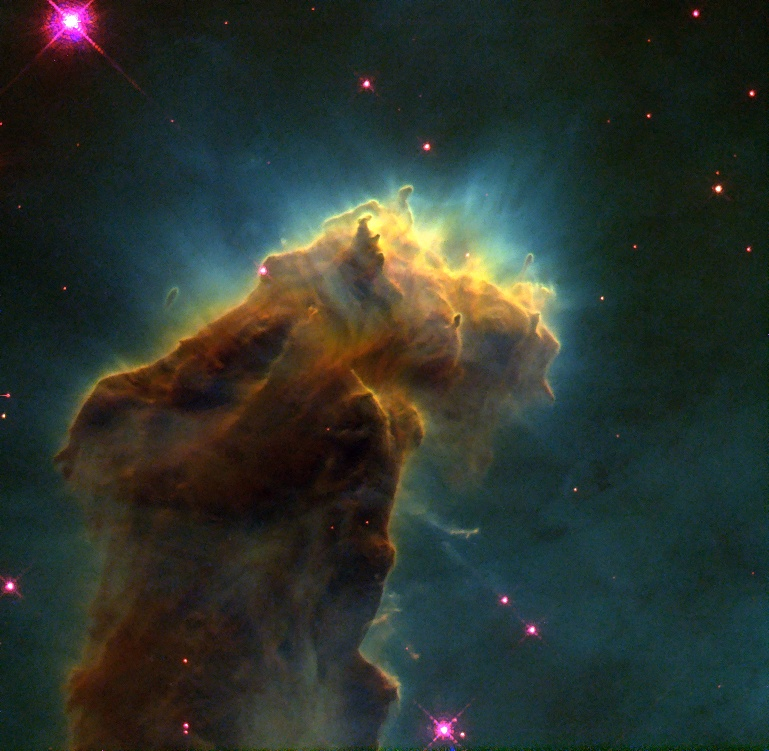
Орлиные «яйца»

Области звездообразования, получившие своё название от английской аббревиатуры EGG — «испаряющиеся газообразные глобулы», ИГГ. Видны на вершине одного из «Столпов Творения»

## Интересные свойства
Скопление связано с эмиссионной туманностью, или областью H II, которая каталогизирована как IC 4703. Эта область, где в настоящее время (относительно Земли) формируются звёзды, находится на расстоянии около 7000 световых лет. Самые яркие звёзды имеют видимый блеск +8,24, их можно увидеть в хороший призменный бинокль.

## Наблюдение

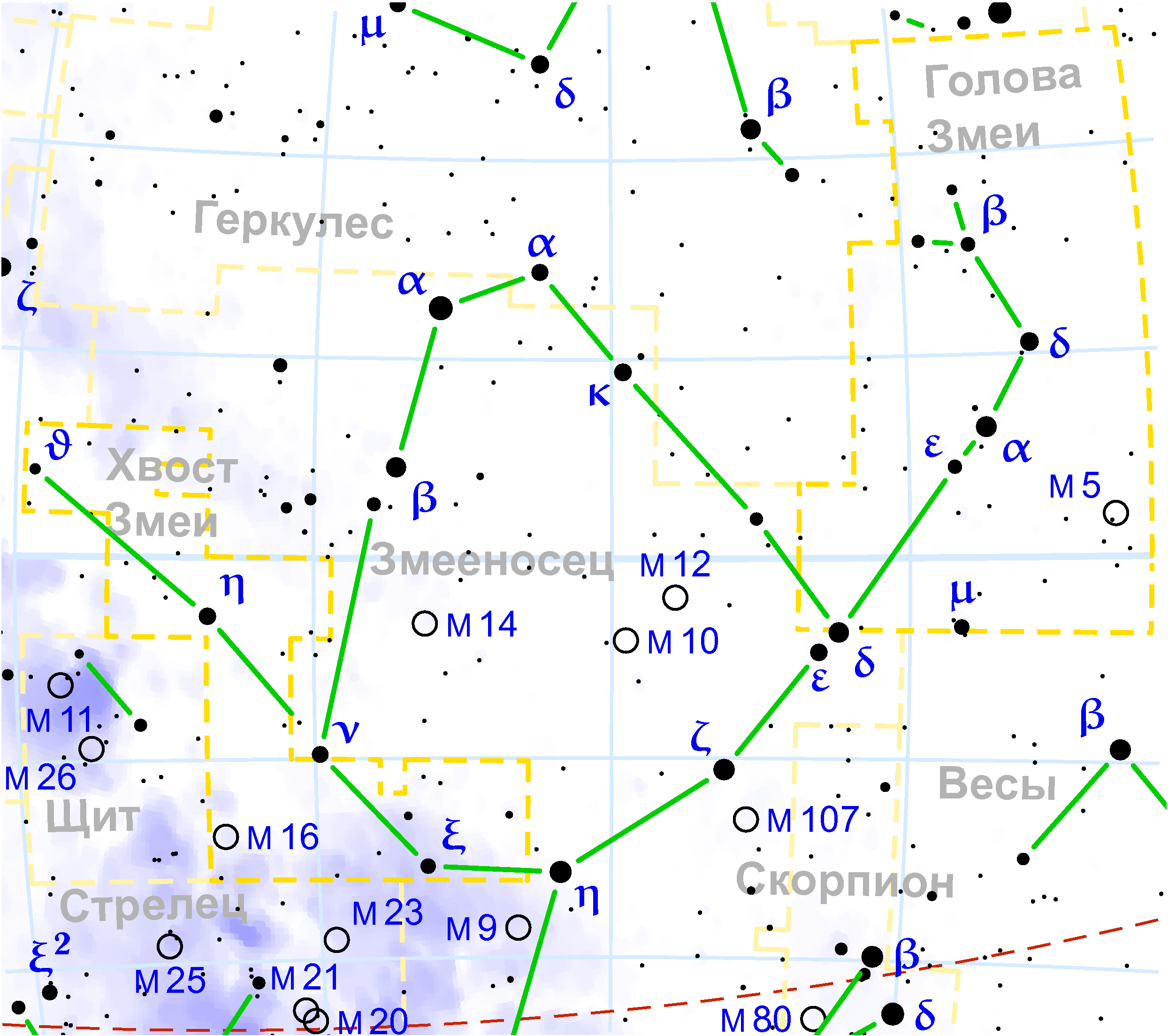
M 16 в Созвездии Змеи

Это скопление с окружающей его туманностью находится в летнем созвездии Змеи, точнее в той части созвездия, которая ассоциируется с хвостом Змеи (Змея единственное двусоставное созвездие, оно разделено Змееносцем на две части — Голову и Хвост). Искать его лучше со стороны Щита — на продолжении отрезка β — α Щита, примерно в паре градусов западнее γ Щита. Уже в бинокль или подзорную трубу легко заметить характерный треугольник составленный из звёзд — клюв или голову Орла, давшего название скоплению. В телескоп хорошо видно, что звёзды скопления погружены в дымку туманности, которая формирует как бы расправленные крылья Орла, как его изображают на гербах некоторых стран. Так называемый «дипскай»-фильтр (UHC или OIII) приглушает звёзды, но и делает изображение туманности более контрастным, большим по размеру. При апертуре телескопа от 300 мм и хорошем деревенском или горном небе становятся видны тёмные провалы «столбов».
Соседи по небу из каталога Мессье
- M 17 и M 18 — (в паре градусов южнее, на северной границе Стрельца) — одна из примечательных туманностей летнего неба — «Омега» или «Лебедь»;
- M 24 — (ещё дальше на юг) огромное облако Млечного Пути;
- M 11 — (на северо-восток, в центре Щита) рассеянное скопление «Дикая Утка».

Последовательность наблюдения в «Марафоне Мессье»
…M 39 → M 26 → M 16 → M 17 → M 18…

## Изображения
Галактическая долгота 16,954° 

Галактическая широта +0,793° 

Расстояние 7000 световых лет